# Garde nationale de Porto Rico
Pour les articles homonymes, voir PRNG.
La Garde nationale de Porto Rico est la garde nationale du Commonwealth américain de Porto Rico. La Constitution des États-Unis charge spécifiquement la Garde nationale d'une double mission fédérale et étatique, qui consiste notamment à fournir des soldats et des aviateurs à l'armée américaine et à l'US Air Force en cas d'urgence nationale ou à la demande du président des États-Unis, et d'effectuer des opérations militaires au niveau de l'État ou tout autre service légal demandé par le gouverneur de Porto Rico. La Garde nationale répond au gouverneur de Porto Rico, qui sert de commandant en chef et donne des ordres avec l'adjudant général de Porto Rico agissant comme intermédiaire, et sa mission locale est de répondre comme demandé dans les tâches militaires ou civiles. À l'étranger, sa fonction principale est de former une réserve capable de fournir du personnel supplémentaire dans un scénario de guerre.